# En la bici (Mendoza)
En la Bici fue un sistema de bicicletas compartidas que funcionó en la Ciudad de Mendoza y en la ciudad de Godoy Cruz, de la provincia de Mendoza.
El Ministerio de Transporte inauguró este servicio anexo, el 14 de abril de 2014 y contó en principio con 20 bicicletas en estación Mendoza.
Las bicicletas gratuitas estuvieron disponibles para todos los usuarios del Metrotranvía acreditando su viaje en este medio de transporte ecológico. Una vez acreditada la transacción era posible obtener un rodado por 90 minutos. Los turistas que deseaban utilizarlas debían presentar en la guarda su pasaporte.
Este sistema de transporte público gratuito fue reemplazado el 24 de agosto de 2023 por el actual sistema provincial BiciTRAN, siendo finalmente dado de bajo en septiembre de ese año.

## Estaciones
Este sistema contaba con 9 estaciones ubicadas en puntos estratégicos de la ciudad
- Estación Gutiérrez
- Estación Mendoza
- Parque Benegas (Godoy Cruz)
- Calle Chacabuco y Ciclovía (Godoy Cruz)
- Estación Cultural Ciudad
- Túnel terminal
- Palacio Municipal de la Ciudad de Mendoza
- Universidad Nacional de Cuyo
- Parque Lineal Nicolino Locche

## Condiciones de Uso
1. Haber viajado en el Metrotranvía
2. Si es la primera vez que vas a utilizar el servicio, acercarte con tu DNI y dejarlo en el stand
3. Si sos usuario frecuente, acércate con tu DNI y un impuesto para acreditar tu domicilio
4. Si tenés entre 16 y 18 años, además debes presentar una autorización de padres o tutor
5. Si sos turista debes dejar tu DNI o Pasaporte en el stand.